# Izzet Akay
Izzet Akay (* 9. September 1949 in Kayseri, Türkei; † 12. Januar 2002 in Berlin) war ein türkischer Kameramann. Akay war seit 1972 als Kameramann aktiv. Sein Schaffen umfasst mehr als 30 Produktionen. Er fotografierte u. a. Yılmaz Güneys letzten Film Die Mauer (1983). Akay starb im Januar 2002 im Alter von 52 Jahren an den Folgen von Krebs.

## Filmografie (Auswahl)
- 1986: 40 qm Deutschland
- 1988: Gestatten, Bestatter
- 1989: Abschied vom falschen Paradies
- 1989: Liebe, Tod und kleine Teufel
- 1990: Staub vor der Sonne
- 1993: Mulo, eine „Zigeuner“-Geschichte
- 1992: Langer Gang